# Дом братьев Фонвизиных
Дом братьев Фонвизиных — дом в Москве по адресу Рождественский бульвар, дом 12/8, строение 1. Объект культурного наследия федерального значения.

## История
Дом был построен в конце XVIII века на крутом левом берегу реки Неглинной, которая сейчас заключена в трубу. Первым владельцем дома была княгиня А. М. Голицына, затем — полковник Александр Иванович Фонвизин (1749-1819). Два его сына, Михаил и Иван, были декабристами. В этом доме проходили собрания «Союза благоденствия», а в 1821 году на проходившем здесь съезде общества было решено его распустить. Михаил Александрович, как и многие другие декабристы, после восстания 1825 года был сослан в Сибирь на каторгу, его жена Наталья Дмитриевна Фонвизина уехала к нему в Читу из этого дома в 1828 году.
В 1830 году хозяином дома стал купец первой гильдии К. М. Губин, при котором дом был частично перестроен. В 1869 году его купила Надежда Филаретовна фон Мекк. При новой владелице усадьба также несколько раз перестраивалась. Главный дом и боковые флигели были объединены, фасад был декорирован в стиле эклектики. Проекты составляли архитекторы А. Н. Стратилатов, В. А. Гамбурцев, П. П. Скоморошенко. Здесь гостили Петр Ильич Чайковский с братом Модестом. В этом доме умер в 1880 году известный польский скрипач и композитор Генрик Венявский. Когда Надежда Филаретовна узнала о его тяжелой болезни, она предложила Н. Г. Рубинштейну перевезти больного музыканта к ней в дом и обеспечила ему необходимый уход.
В 1881 году особняк приобрёл купец и предприниматель Алексей Семёнович Губкин. Новый владелец скончался в 1883 году. Л. Н. Толстой и В. А. Гиляровский писали о происшествии, которое случилось после смерти Губкина. По городу разошёлся слух, что на поминовение усопшего Губкина будет раздаваться милостыня. В результате к дому на Рождественском бульваре стали стекаться тысячи нищих, в возникшей давке десятки человек погибли и пострадали. У наследников Губкина дом купил Дворянский земельный банк, владевший им до 1917 года.

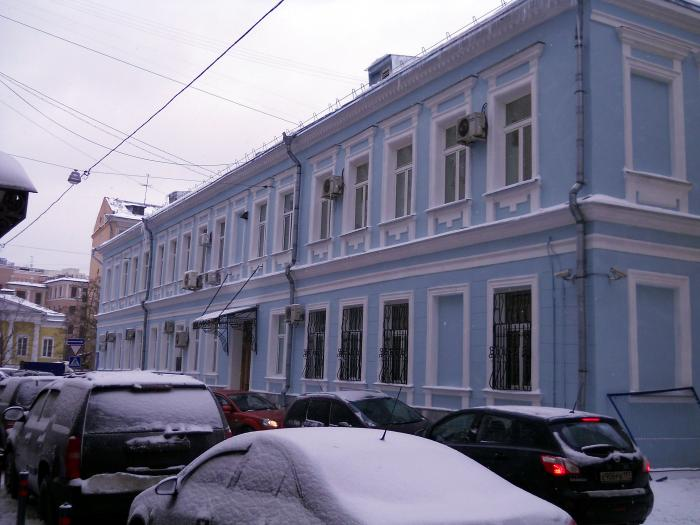
Фасад по Малому Кисельному переулку

Дом описывается у Н. А. Некрасова в балладе «Секрет»: 
В счастливой Москве, на Неглинной,
Со львами, с решеткой кругом,
Стоит одиноко старинный,
Гербами украшенный дом.

Утраченных в XX веке львов упоминает и В. А. Гиляровский в книге «Москва и москвичи»: 
На углу Малого Кисельного переулка и Рождественского бульвара вагон конки останавливается против роскошного особняка, с подъезда которого на пассажиров империала грозно смотрят два льва, охраняющие дорогие резные двери, отделанные бронзой.
В данный момент в доме располагается Государственный комитет РФ по рыболовству.